# Heliocheilus stigmatia
Heliocheilus stigmatia là một loài bướm đêm thuộc họ Noctuidae. Nó được tìm thấy ở Lesotho, Đông Cape, KwaZulu-Natal, Transvaal, Zimbabwe, Botswana và Namibia.